# Mackenbach
Mackenbach är en kommun och ort i Landkreis Kaiserslautern i förbundslandet Rheinland-Pfalz i Tyskland.
Kommunen ingår i kommunalförbundet Verbandsgemeinde Weilerbach tillsammans med ytterligare sju kommuner.